# 巴特舒森里德
巴特舒森里德（德語：Bad Schussenried，發音：[ˌbaːt ˈʃʊsn̩ʁiːt] ⓘ）是德国巴登-符腾堡州蒂宾根行政区比伯拉赫县的城市，面积55.01平方千米，2023年12月31日人口为9,277人。